# ローズ・ホール
ローズ・ホール（英語: Rose Hall）は、ガイアナの東ベルビセ＝コレンティネ州の都市。州都ニューアムステルダムから東へ23マイルの場所に位置する。人口は4,433人（2012年国勢調査）。
国内に10ある基礎自治体のひとつで、町（Town）の地位にあり、ローズ・ホール町議会が設置されている。ローズ・ホール町は、中部ローズ・ホール、東ローズ・ホール、ウィリアムズ・バーグの3つの区に分かれており、面積は13平方キロメートル、人口は約8千人。

## 歴史
かつてオランダ人が所有する農園で、元奴隷が購入した。1908年に村となり、1970年9月20日に町へ昇格した。

## 施設
ローズホールではベルビセ地域の衣料品や食料品、材料を購入でき、メインストリート沿いには2行の銀行と多数の店舗が並んでいる。
福祉センターのグラウンドは、かつてファーストクラスのクリケットの試合が開催されていた。

## 出身人物
- ネザム・ハフィズ（英語版） - クリケット選手、アメリカ同時多発テロで死去[6]
- ゴッドフリー・エドワーズ - クリケット選手[7]
- アサド・フダディーン（英語版） - クリケット選手